# 이남준
이남준(1919년 2월 15일~1974년 4월 26일)은 대한민국의 정치인이다. 제6·7대 국회의원을 지냈다.

## 역대 선거 결과
|  | 53.45% |

|  | 55.83% |